# Shiocton
Shiocton é uma vila localizada no estado norte-americano de Wisconsin, no Condado de Outagamie.

## Demografia
Segundo o censo norte-americano de 2000, a sua população era de 954 habitantes.
Em 2006, foi estimada uma população de 933, um decréscimo de 21 (-2.2%).

## Geografia
De acordo com o United States Census Bureau tem uma área de
4,3 km², dos quais 4,3 km² cobertos por terra e 0,0 km² cobertos por água. Shiocton localiza-se a aproximadamente 234 m acima do nível do mar.

## Localidades na vizinhança
O diagrama seguinte representa as localidades num raio de 16 km ao redor de Shiocton.